# Polystichum lindseaefolium
Polystichum lindseaefolium là một loài dương xỉ trong họ Dryopteridaceae. Loài này được Scort. mô tả khoa học đầu tiên năm 1926.
Danh pháp khoa học của loài này chưa được làm sáng tỏ. 